# Betty Lou Oliver

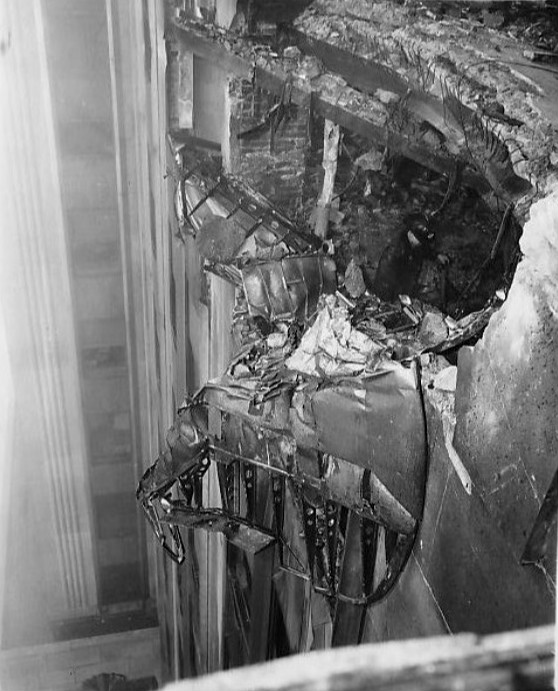
Empire State Building po wypadku z 1945 roku

Betty Lou Oliver (ur. 16 lipca 1925, zm. 24 listopada 1999) – windziarka, która przeżyła upadek windy z 75. piętra w Empire State Building.

## Zderzenie bombowca B-25 z Empire State Building
28 sierpnia 1945 roku amerykański bombowiec B-25D Mitchell uderzył w 79. piętro Empire State Building w Nowym Jorku. Wypadek spowodowany był gęstą mgłą, która uniemożliwiła pilotowi zauważenie budynku. W wyniku wypadku została ranna między innymi dwudziestoletnia Betty Lou Oliver, która pracowała przy obsłudze windy. Kobieta doznała poparzeń i uszkodzenia kręgosłupa. Została odnaleziona przez dwie inne kobiety, które udzieliły jej pierwszej pomocy, a następnie umieściły w windzie, która miała przetransportować ją do ratowników znajdujących się na dole. Niespodziewanie liny windy pękły i zaczęła spadać z 75. piętra. Liny zostały uszkodzone przez silnik samolotu. Winda roztrzaskała się w piwnicy. Na miejsce przybyli ratownicy, którzy odkryli żyjącą Betty Lou Oliver. Na widok ratowników kobieta miała powiedzieć: „Dzięki Bogu marynarka tu jest! Teraz nic mi się nie stanie”. Podczas zdarzenia pęknięte liny spadły na dno szybu, tworząc coś w rodzaju sprężyny, która zamortyzowała uderzenie. Dodatkowo szybko spadająca winda ściskała powietrze, które w ciasnym szybie windy nie mogło wydostać się na zewnątrz. Utworzyła się swego rodzaju poduszka powietrzna amortyzująca uderzenie.

## Losy Betty po katastrofie
Betty Lou Oliver wróciła do pracy 5 miesięcy później. Kobieta została wpisana do Księgi Rekordów Guinnessa jako osoba, która przeżyła najwyższy upadek w windzie. Betty miała męża Oskara Lou Olivera oraz trójkę dzieci. Kobieta zmarła 24 listopada 1999 roku w Fort Smith.